# Metoda retrogresywna
Metoda retrogresywna – metoda badawcza polegająca na rekonstrukcji faktów na podstawie źródeł i zjawisk z okresów późniejszych.

## W historii
Jerzy Topolski scharakteryzował metodę retrogresywną jako wersję chronologiczną metody porównawczej. Stosowanie tej metody widział w sytuacjach, w których można podejrzewać, że zaobserwowany w źródłach historycznych stan zjawiska obrazuje częściowo stan zjawiska w okresach wcześniejszych.

## W etnologii
Zygmunt Kłodnicki opisał zasady postępowania badawczego przy zastosowaniu metody retrogresywną w badaniach etnogeograficznych:
1. zasada zgodności zasięgów apelatywów - tożsamość lub etymologiczna bliskość znanych z dokumentów historycznych nazw przedmiotów i ich późniejszych nazw gwarowych związanych z tym samym obszarem może świadczyć o opisywaniu tych samych przedmiotów[3];
2. zasada zgodności zasięgów desygnatów - archeologiczne znaleziska artefaktu (lub jego występowanie w źródłach historycznych) na danym obszarze znanego również z badań etnograficznych na tym samym obszarze może świadczyć o tym, że dany artefakt był znany na tym terenie w okresie pomiędzy datowaniem źródeł i badaniem etnograficznym[3];
3. wnioskowanie możliwe jest tylko, gdy terminy są jednoznaczne, o jasnej, ściśle zdefiniowanej konotacji[3];
4. stosowanie metody retrogresywnej jest możliwe tylko dla obszarów i okresów, dla których stwierdzono ciągłość osadniczą i kulturową[3].